# Menhir von Penglaouic

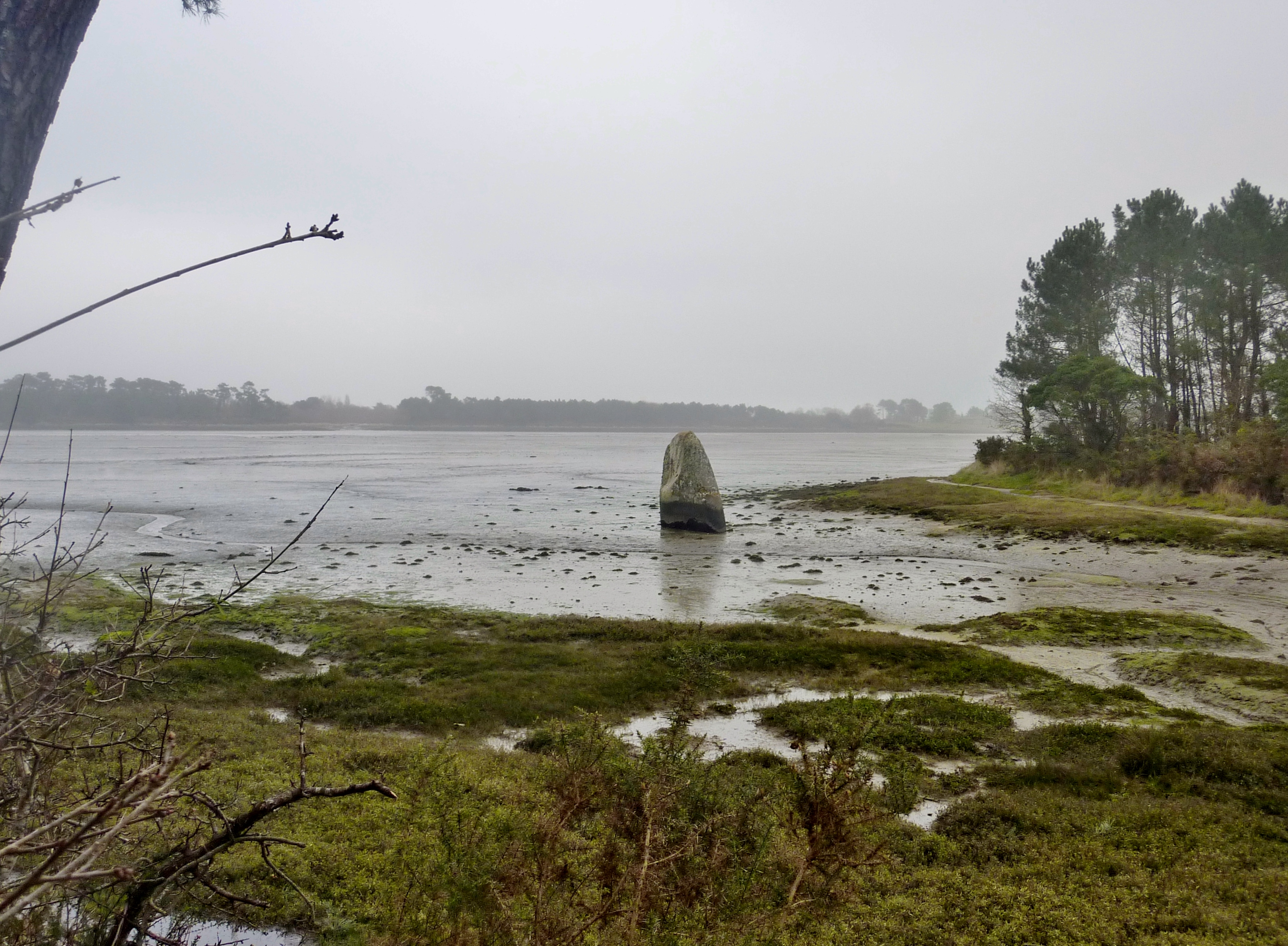
Der Menhir im Rivière de Pont-l’Abbé

Der Menhir von Penglaouic oder Penloïc steht im Ästuar des Rivière de Pont-l’Abbé zwischen Loctudy und Pont-l’Abbé im Département Finistère in der Bretagne in Frankreich.
Der Menhir steht im Meer, in der Nähe des namengebenden Weilers Penglaouic nur wenige Meter vom Strand. Er ist ein Granitblock mit einer Höhe von etwa 3,5 m und einer Breite von 1,7 m an der Basis. Er ragt aus dem Schlick. Der im Neolithikum auf festem Boden errichtete Menhir liegt heute (durch Eustasie) etwa 0,75 m unter dem mittleren Meeresspiegel, seine Basis liegt noch etwa 0,5 m tiefer. Ursprünglich wies es auf eine Quelle hin und befand sich etwa zwei Kilometer von der Küste entfernt. Er markiert heute die Grenze zwischen den Gemeinden Loctudy und Pont-l'Abbé.
Der Menhir steht seit 1974 als Monument historique unter Denkmalschutz.

## Meeresspiegelanstieg
Einige Menhire und Allées couvertes, wie die Allée couverte im Estuaire de la Quillimadec, werden heute bei Flut überspült. Sie sind Beleg für das Ansteigen des Meeresspiegels seit der Jungsteinzeit, in der die Anlagen nicht derart meernah errichtet wurden. Besser erhaltene Beispiele sind die Allée couverte von Kernic, der Cairn de Îlot-de-Roc’h-Avel und der Menhir von Léhan. 

Menhir von Penglaouic
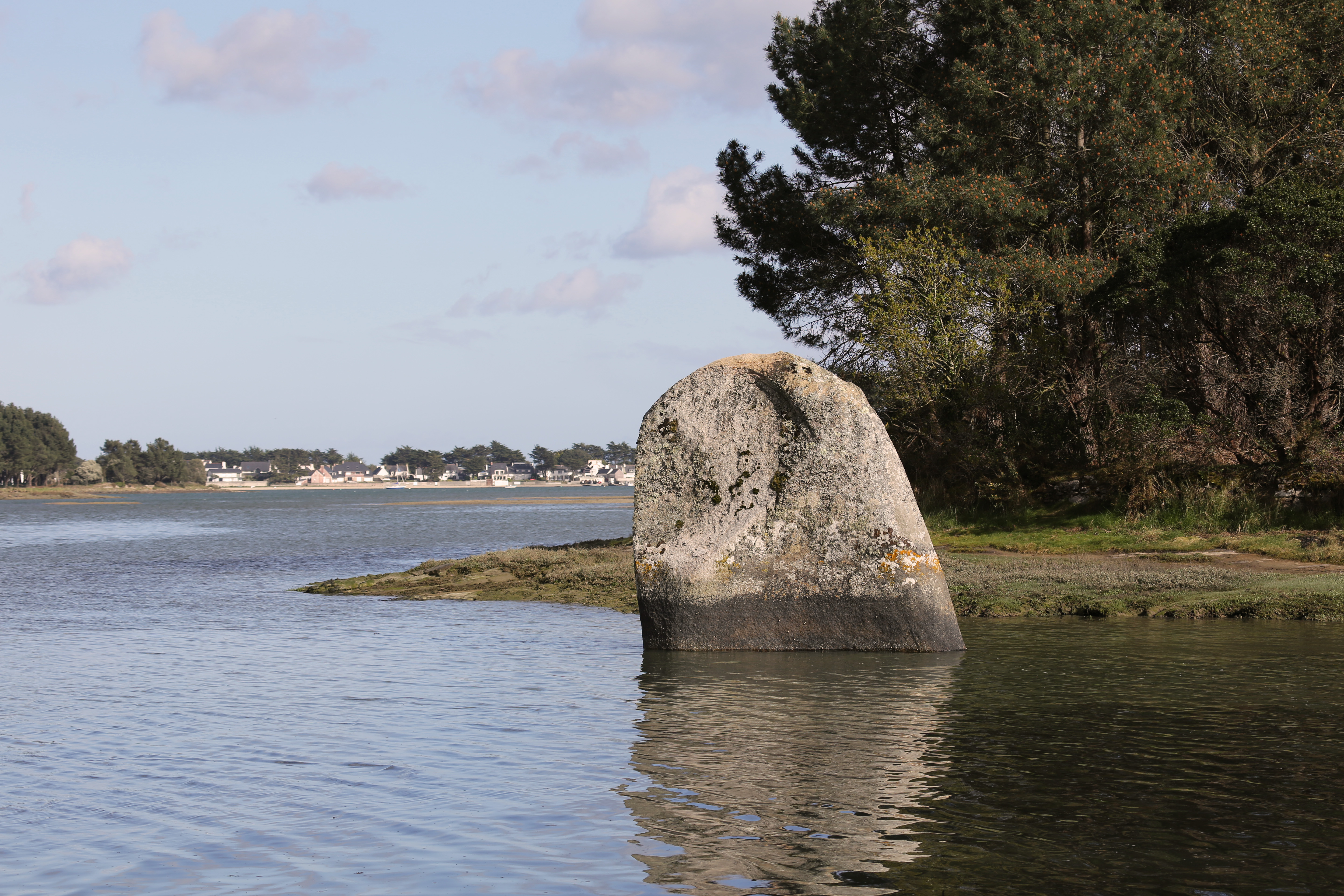
Bei Flut
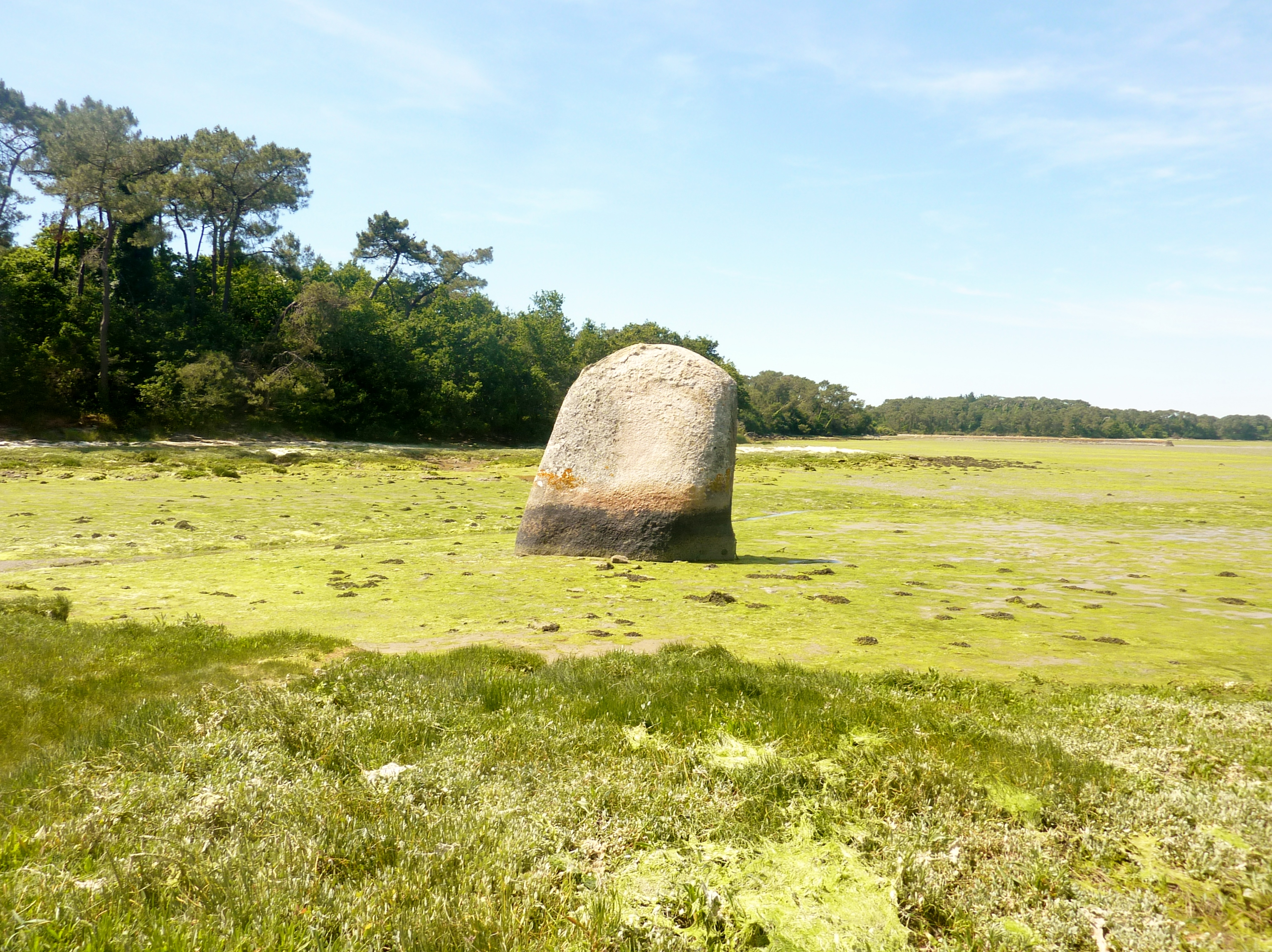
Im Algensumpf
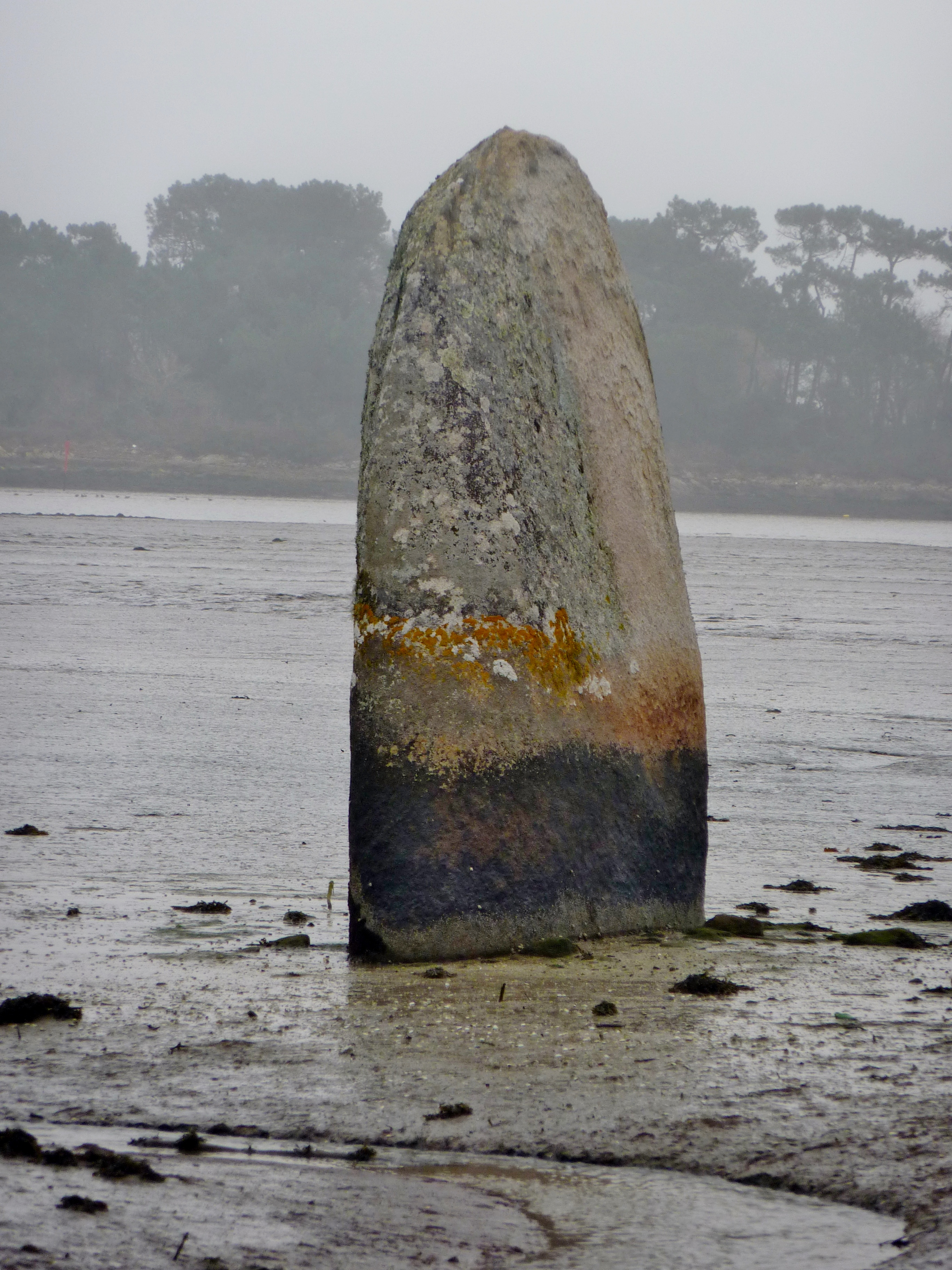
Bei Ebbe
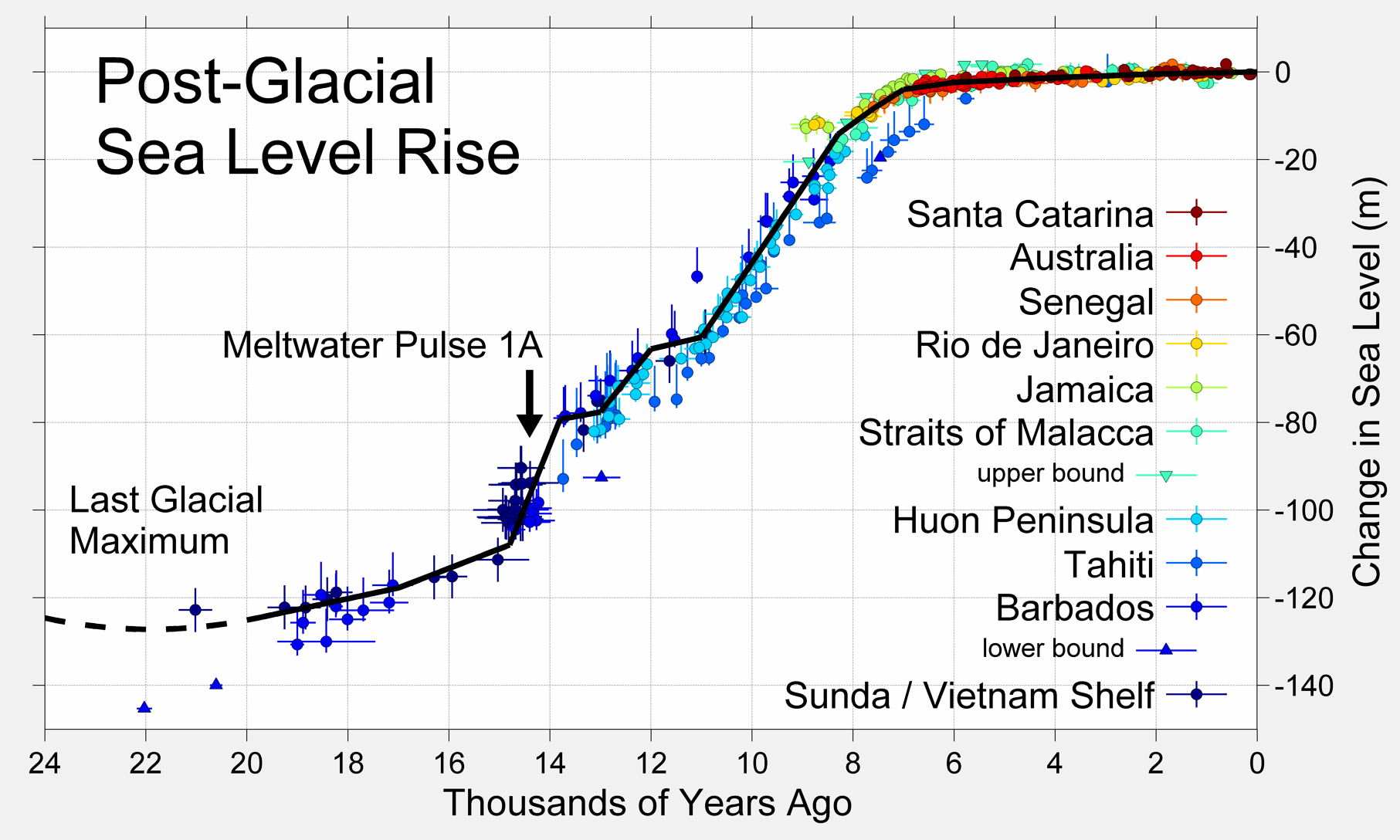
Meeresspiegelanstieg in den letzten 24.000 Jahren.